# (13516) 1990 UO1
1990 يو أو 1 (ويعرف أيضًا باسم (13516) 1990 يو أو 1 وفق تسمية الكوكب الصغير) (بالإنجليزية: 1990 UO1)‏ هو كويكب ضمن حزام الكويكبات؛ وترتيبه 13516 من حيث الاكتشاف.
اكتُشف هذا الجُرم الفلكي بواسطة Atsushi Sugie ‏ في 20 أكتوبر 1990.

## وصلات خارجية
- (13516) 1990 UO1 في قاعدة بيانات مختبر الدفع النفاث لأجرام النظام الشمسي الصغيرة

- الاكتشاف · مخطط المدار ·  العناصر المدارية · المعلمات المادية

- (13516) 1990 UO1 على موقع ويكي سكاي: DSS2, SDSS, GALEX, IRAS, Hydrogen α, X-Ray, Astrophoto, Sky Map, Articles and images